# Najee
Jerome Najee Rasheed (Queens, Nueva York, 4 de noviembre de 1957), conocido profesionalmente como Najee, es un saxofonista y flautista de smooth jazz.

## Historial
Estudió en el Conservatorio de Boston, con George Russell y Jaki Byard.
Ha tocado y grabado acompañando a artistas como Chaka Khan, Freddie Jackson, Will Downing, Phil Perry, Prince, Patti Labelle, Phyllis Hyman y Jeffrey Osborne. También ha realizado grabaciones de jazz, con músicos como Marcus Miller, Herbie Hancock, Stanley Clarke, Larry Carlton, Billy Cobham, Charles Earland, Paul Jackson y George Duke.
Consiguió el reconocimiento, con su tema "Najee's Theme", en 1986. Se editó un álbum de grandes éxitos, en 1998, The Best of Najee.

## Discografía
- Najee's Theme (1986, EMI/Capitol)
- Day by Day (octubre de 1988, Capitol)
- Tokyo Blue (febrero de 1990, Capitol)
- Just an Illusion (junio de 1992, Capitol)
- Live At The Greek" con Stanley Clarke, Larry Carlton y Billy Cobham (julio de 1994, Sony Music)
- Share my World (octubre de 1994, Capitol)
- Najee Plays Songs from the Key of Life: A Tribute To Stevie Wonder (noviembre de 1995, Capitol)
- Best of Najee (noviembre de 1998 Blue Note/Capitol)
- Morning Tenderness (noviembre de 1998, Polygram)
- Love Songs (2000)
- Embrace October (2003, Encoded Music)
- My Point of View (2005, Heads Up)
- Rising Sun (2007, Heads Up)
- Mind Over Matter (2009, Heads Up)
- The Smooth Side of Soul (2012, Shanachie Records)
- The Morning After (2013, Shanachie Records)
- You, Me and Forever (2015, Shanachie Records)
- Poetry in Motion (2017, Shanachie Records)

### Discos colectivos
- The Weather Channel Presents: The Best of Smooth Jazz

## Puestos alcanzados en las listas de ventas deBillboard
Najee's Theme
Top Contemporary Jazz Albums N.º 1
Top Jazz Albums N.º 8
Top R&B/Hip-Hop Albums N.º 12
Lista de álbumes de Billboard N.º 56
Day by Day
Top Contemporary Jazz Albums N.º 6
Top R&B/Hip-Hop Albums N.º 23
TLista de álbumes de Billboard N.º 76
Tokyo Blue
Top Contemporary Jazz Albums N.º 1
Top R&B/Hip-Hop Albums N.º 17
Lista de álbumes de Billboard N.º 63
Just an Illusion
Top Contemporary Jazz Albums N.º 5
Top R&B/Hip-Hop Albums N.º 25
Lista de álbumes de Billboard N.º 107
Share My World
Top Contemporary Jazz Albums N.º 2
Top R&B/Hip-Hop Albums N.º 23
Lista de álbumes de Billboard N.º 163
Songs from the Key of Life
Top Contemporary Jazz Albums N.º 6
Top R&B/Hip-Hop Albums N.º 67
Morning Tenderness
Top Contemporary Jazz Albums N.º 2
Top R&B/Hip-Hop Albums N.º 65
The Best of Najee
Top Contemporary Jazz Albums N.º 15
Love Songs
Top Contemporary Jazz Albums N.º 23
Embrace
Top Contemporary Jazz Albums N.º 7
Top R&B/Hip-Hop Albums N.º 82
My Point of View
Top Contemporary Jazz Album N.º 1
"Rising Sun"
Top Contemporary Jazz Album N.º 1
"Mind Over Matter"
Top Contemporary Jazz Album N.º 2
Billboard Jazz Album N.º 4
"Sweet Summer Nights" 
Smooth Jazz Song Billboard N.º 1